# Roy Jenkins
Roy Harris Jenkins, barone Jenkins di Hillhead (Abersychan, 11 novembre 1920 – East Hendred, 5 gennaio 2003), è stato un politico e scrittore britannico.
Fu più volte ministro ed è stato presidente della Commissione europea.

## Provenienza e formazione
Jenkins nacque nel Galles sud-orientale ed era figlio unico. Suo padre, Arthur Jenkins, lavorava inizialmente nelle miniere di carbone ed era un sindacalista, poi divenne membro della Camera dei Comuni per conto dei laburisti, assistente di Clement Attlee e anche ministro nel 1945.
Roy Jenkins studiò all'università di Cardiff e ad Oxford. Ad Oxford studiò politica, filosofia ed economia ed ebbe come compagni Edward Heath e Denis Healey.
Durante la seconda guerra mondiale Jenkins servì prima come artigliere e poi come capitano a Bletchley Park.

## Carriera politica

### Carriera nel Partito Laburista
Jenkins venne eletto alla Camera dei Comuni nel 1948 nel collegio di Southwark Central nelle file del partito laburista. Tra il 1948 e il 1950 fu il membro più giovane del Parlamento. Nel 1950 venne rieletto nel collegio di Birmingham Stechford, che rappresentò ininterrottamente fino al 1977. Nel 1959 fu il principale promotore della legge sulle pubblicazioni oscene, che ammorbidì i criteri di colpevolezza e introdusse maggiori limiti alla censura.
Dopo la vittoria del partito laburista alle elezioni generali del 1964, Jenkins venne nominato ministro dell'aviazione nell'ambito del governo guidato da Harold Wilson. Come ministro Jenkins bloccò il progetto BAC TSR-2 e il progetto Concorde, successivamente ripreso. Nell'ambito di un rimpasto di governo, nel gennaio 1965 venne offerto a Jenkins il dicastero all'istruzione e alla scienza, ma egli preferì continuare ad occuparsi di aviazione.
Nel dicembre del 1965 Jenkins subentrò a Frank Soskice come Segretario degli interni. Jenkins riorganizzò in modo notevole l'Home Office. Dopo la nuova vittoria elettorale dei laburisti alle elezioni generali del 1966, Jenkins promosse un'ampia serie di riforme importanti, tanto che secondo alcuni osservatori i maggiori cambiamenti avvenuti durante il periodo di governo dei laburisti furono dovuti proprio a Jenkins. Come segretario degli interni egli infatti abolì il ricorso alle frustate contro i detenuti, promosse l'abolizione della pena di morte e della censura sul teatro e l'ammorbidimento della legge sul divorzio. Offrì l'appoggio del governo alle iniziative parlamentari che condussero alla depenalizzazione dell'omosessualità e alla legalizzazione dell'aborto. Si pronunciò inoltre chiaramente a favore dell'immigrazione e delle politiche di integrazione.
Nel 1967 Jenkins subentrò a James Callaghan come Cancelliere dello Scacchiere. Si guadagnò una reputazione positiva per le politiche di rigore fiscale che seppe realizzare. Nel 1969 il Regno Unito raggiunse un surplus nella bilancia commerciale, grazie alla crescita delle esportazioni e il calo dei consumi complessivi, e le entrate statali giunsero a superare le spese. Nonostante questi dati positivi, Jenkins mantenne una politica fiscale cauta, guadagnandosi l'apprezzamento di vari osservatori. Anche Margaret Thatcher espresse apprezzamento per il rigore fiscale di Jenkins. Tuttavia, si ritiene generalmente che le scelte di Jenkins contribuirono alla sconfitta dei laburisti alle elezioni generali del 1970.
Dopo la sconfitta elettorale del 1970 Jenkins venne nominato Cancelliere ombra dello Scacchiere e poco dopo vice leader del partito laburista. Tuttavia nell'aprile 1972 Jenkins si dimise da entrambi gli incarichi, in polemica con la linea del partito sull'ingresso del Regno Unito nelle Comunità europee. Nel 1971 Jenkins aveva guidato i 69 parlamentari laburisti che avevano sostenuto la scelta del governo conservatore di procedere verso l'ingresso nelle Comunità europee, mentre la linea del partito laburista prevedeva la richiesta di un referendum sull'argomento. Jenkins venne anche criticato all'interno del suo partito per il suo stile di vita ritenuto sostenuto e mondano.
Nel maggio 1973 Jenkins tornò a fare parte del governo ombra come segretario degli interni ombra. Dopo la vittoria dei laburisti alle elezioni generali del 1974, venne nominato nuovamente segretario degli interni, incarico che ricoprì fino al 1976. In questo periodo Jenkins promosse la controversa legge per la prevenzione del terrorismo, che estendeva il limite temporale per la custodia cautelare dei sospettati e che provocò dissensi con l'ala sinistra del partito.
Nel marzo 1976 Jenkins si candidò alla leadership del Partito Laburista, ma venne sconfitto da James Callaghan e superato nelle preferenze anche da Michael Foot.

### Presidente della Commissione europea
Dopo l'affermazione di Callaghan come leader dei laburisti e capo del governo, Jenkins avrebbe voluto essere nominato ministro degli esteri, ma Callaghan decise di assegnare quell'incarico a Anthony Crosland. Jenkins venne invece indicato come uno dei due commissari europei del Regno Unito, e venne nominato presidente della Commissione europea. Entrò in carica nel 1977 e il suo mandato si concluse all'inizio del 1981. Jenkins è stato finora l'unico britannico a presiedere la Commissione.
La Commissione Jenkins promosse lo sviluppo dell'unione economica e monetaria europea, istituendo nel 1979 il Sistema Monetario Europeo. Furono segnati anche dei progressi nell'ambito della cooperazione politica, segnalati dalla prima partecipazione di un presidente della Commissione a un vertice del G8 in rappresentanza dell'intera Comunità economica europea.

### Partito Social Democratico
Non appena terminò il suo mandato come presidente della Commissione europea, nel gennaio 1981 Jenkins fu uno dei principali promotori della creazione del Partito social democratico britannico. Jenkins riteneva infatti opportuno superare il bipolarismo del sistema partitico britannico ed essere più vicini al centro.
Nel 1982 riuscì ad essere eletto alla Camera dei Comuni in un'elezione suppletiva e dal marzo 1982 al 1983 Jenkins fu anche segretario del partito. La campagna elettorale per le elezioni generali del 1983 fu tuttavia poco efficace e dopo la sconfitta elettorale Jenkins rinunciò alla leadership del partito. Rimase membro della Camera dei comuni fino al 1987, quando venne sconfitto alle elezioni. L'anno successivo il Partito social democratico si fuse con il Partito liberale, dando vita ai Liberal democratici.

### Camera dei lord
Nel 1987 Jenkins ottenne la parìa a vita con il titolo di "Barone Jenkins di Hillhead" ed entrò a far parte della Camera dei Lord, in cui fu leader dei Liberal democratici dal 1988 al 1997.
Nel 1997 Jenkins venne nominato presidente di una commissione indipendente per la riforma elettorale istituita dal governo di Tony Blair. La commissione elaborò un progetto di riforma per un sistema elettorale basato sul voto singolo trasferibile, che però non venne attuato.

## Altre attività
Nel 1987 Jenkins venne eletto cancelliere dell'università di Oxford e lo rimase fino alla morte.
Oltre alla sua attività politica, Jenkins si dedicò anche alla scrittura e alla storiografia. Pubblicò 19 libri, tra cui ebbero particolare successo una biografia di William Gladstone (1995) e una biografia di Winston Churchill (2001).

## Famiglia
Jenkins sposò Jennifer Morris il 20 gennaio 1945. Successivamente sua moglie venne nominata dama di commenda dell'Ordine dell'Impero britannico per la sua attività a favore della tutela degli edifici storici.

## Riconoscimenti
Nel 1987 Jenkins ottenne la parìa a vita con il titolo di "Barone di Hillhead".
Nel 1993 gli venne conferito l'Ordine al Merito del Regno Unito.

## Pubblicazioni
Libri scritti da Roy Jenkins:
- Roosevelt, Pan Macmillan, 2005, ISBN 0-330-43206-0.
- Churchill, Macmillan, 2001, ISBN 0-333-78290-9.
- The Chancellors, Macmillan, 1998, ISBN 0-333-73057-7.
- Gladstone, Macmillan, 1995, ISBN 0-8129-6641-4.
- A life at the centre, Macmillan, 1991, ISBN 0-333-55164-8.
- Gallery of 20th century Portraits and Oxford Papers, David and Charles, 1989, ISBN 0-7153-9299-9.
- Truman, HarperCollins, 1986, ISBN 0-06-015580-9.
- Baldwin, Collins, 1984, ISBN 0-00-217586-X.
- Asquith, Collins, 1964, ISBN 0-00-211021-0.
- Sir Charles Dilke: A Victorian Tragedy, Collins, 1958, ISBN 0-333-62020-8.
- Mr. Balfour's poodle; peers v. people, Collins, 1954, OCLC 436484.

Libri su Roy Jenkins:
- Andrew Adonis & Keith Thomas — Editors, Roy Jenkins: A Retrospective, Oxford University Press, 2004, ISBN 0-19-927487-8.
- Giles Radice, Friends and Rivals: Crosland, Jenkins and Healey, Little, Brown, 2002, ISBN 0-316-85547-2.
- John Campbell, Roy Jenkins, a biography, Weidenfeld & Nicolson, 1983, ISBN 0-297-78271-1.